# Josef Körschgen
Josef Körschgen (* 11. Februar 1876 in Düsseldorf; † 7. Februar 1937 ebenda) war ein deutscher Bildhauer.

## Leben

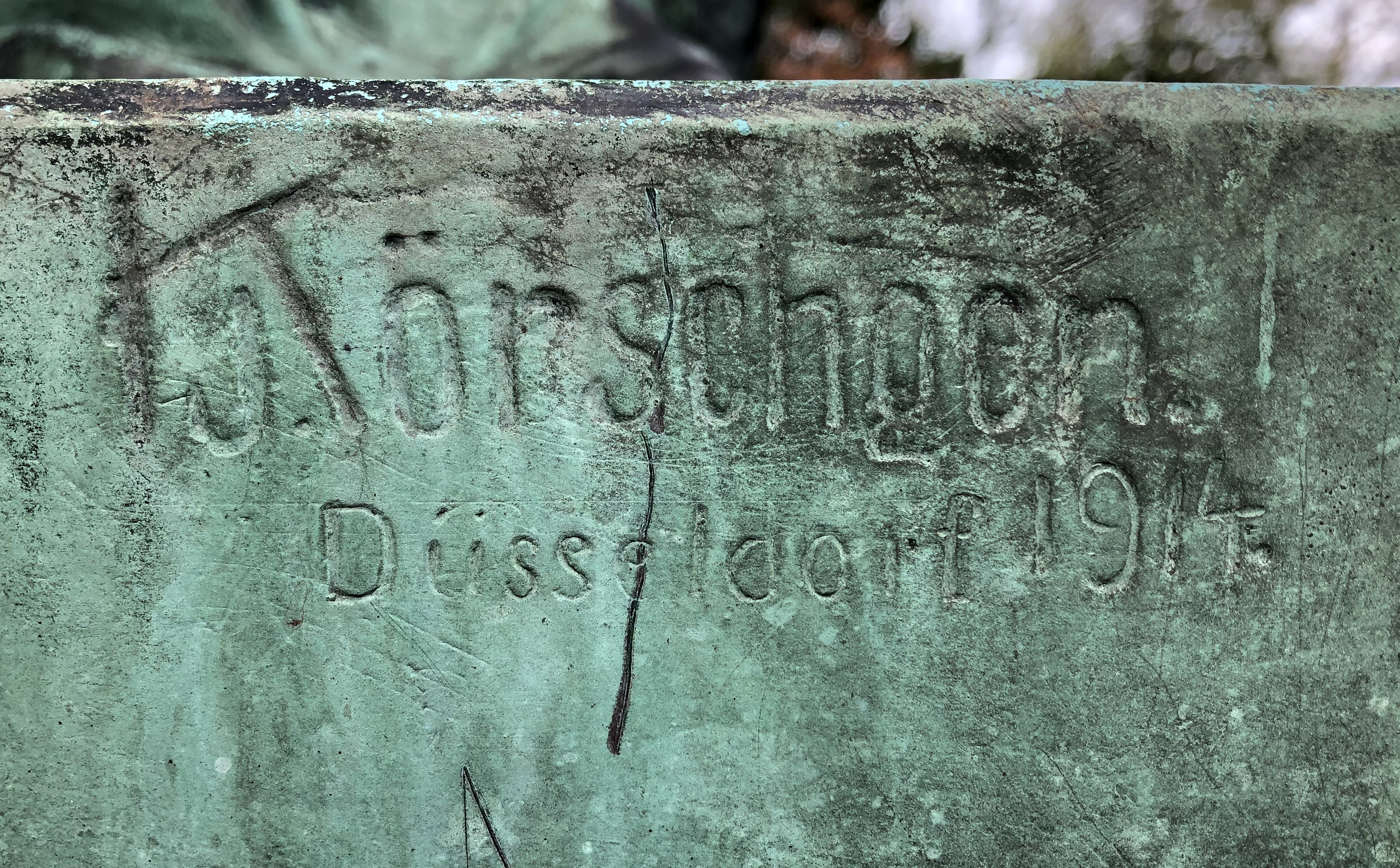
Signatur J. Körschgen von 1914 (2020)

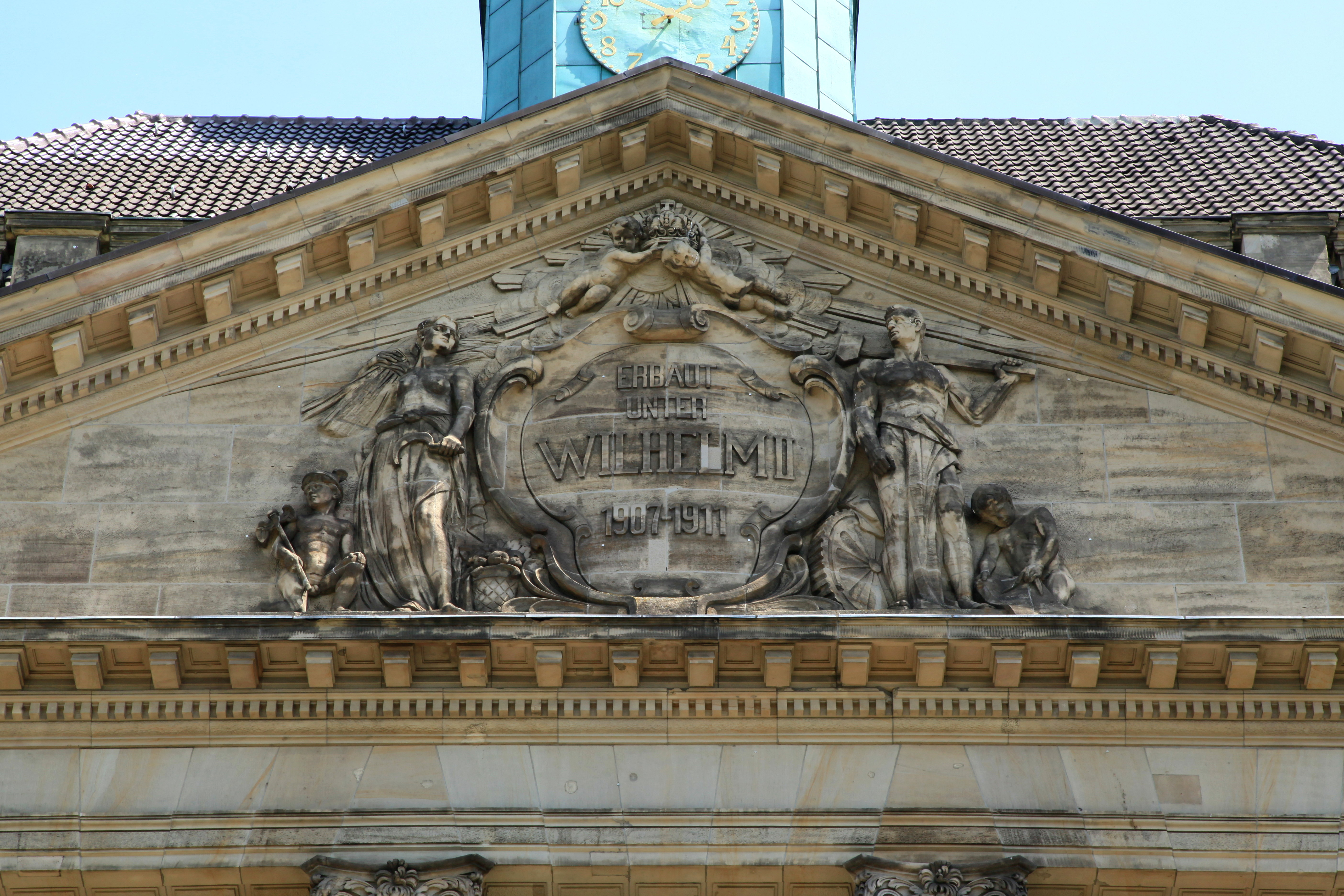
Allegorie der Arbeit im Giebelrelief, Regierungsgebäude, Cecilienallee 1–2 (2015)

Josef Körschgen, geboren zu Pempelfort, war Sohn des gleichnamigen Kastellans der Düsseldorfer Kunstakademie. Er studierte an der Düsseldorfer Kunstgewerbeschule und an der Kunstakademie bei Karl Janssen.
Im Bereich der Kleinplastiken aus Bronze schuf Körschgen insbesondere Tierskulpturen von Jagdhunden. Für seinen Persischen Windhund erhielt Körschgen 1904 in der Gruppe der Bildhauerkunst auf der Weltausstellung in St. Louis eine Bronzemedaille.
In der „Bildhauergruppe 1900“ (vormals „Verein akademischer Bildhauer“), hatte Josef Körschgen von 1907 bis 1909 den Vorsitz. Vereinsmitglieder waren zu dieser Zeit unter anderen Gregor von Bochmann jr., Johannes Knubel, Heinz Müller und Albert Pehle. Auch war Körschgen Mitglied des Künstlervereins Malkasten.
Wie auch Gregor von Bochmann d. J. bezog Körschgen um 1907 eines der Ateliers im Künstlerhaus des Bildhauers August Bauer (1868–1961) an der Grafenberger Allee 32/34. August Bauer, Mitglied im Malkasten und im Verein zur Förderung der Bildhauerkunst in Nordrhein-Westfalen, hatte zusammen mit dem Berliner Bildhauer Johannes Röttger (1864–1946) das Bismarck-Denkmal in Düsseldorf erschaffen.
Zwischen 1909 und 1911 führte Josef Körschgen den reichen Bauschmuck am Gebäude der Bezirksregierung aus. Dazu etablierte Körschgen zwei Ateliers, an der Emmericher Straße 5, neben dem Baubüro für den Neubau der Königlichen Regierung, und in der Duisburger Straße 2. Zwischen 1911 und 1920 wohnte Körschgen auf der Kapellstraße 42.
Auf der Großen Kunstausstellung von 1911 im Kunstpalast wurde ein Grabmal mit dem Titel „Auferweckung“ gezeigt. Auf der Großen Kunstausstellung von 1922 war Körschgen mit Hans Kohlschein, Fritz Burmann und Otto Engler Mitglied im vertretenden Vorstand unter dem Vorsitz vom Maler Carl Murdfield.
1926 bis 1927 fertigte Körschgen vier überlebensgroße Plastiken mit allegorischen Darstellungen der vier Tugenden des Polizeibeamten: Überlegung, Gerechtigkeit, Mut und Kraft für den damaligen Neubau der Polizeidirektion der Stadt Hamm.
Anfang der 1920er Jahre war Körschgen ins Zooviertel auf die Grunerstraße 3 gezogen, wo er bis zuletzt wohnhaft war.

## Werke (Auswahl)
- 1902: Persischer Windhund, Bronze[21]
- 1904: Dachshündin, Bronze[22]
- 1909–1910: Bauschmuck am Gebäude der Bezirksregierung, Cecilienallee 1–2, Düsseldorf
- 1914: Skulptur aus Bronze auf dem Grabmal des Jagd- und Landschaftsmalers Christian Kröner und der Malerin Magda Kröner auf dem Nordfriedhof Düsseldorf
- 1926–1927: Skulpturen aus Sandstein, altes Polizeipräsidium, Hohe Straße 80, Hamm[23]